# Andréi Kirílov
Andréi Alexándrovich Kirílov –en ruso, Андрей Александрович Кириллов– (Kalínovo, URSS, 13 de enero de 1967) es un deportista ruso que compitió en esquí de fondo.
Ganó una medalla de bronce en el Campeonato Mundial de Esquí Nórdico de 1993, en la prueba de relevo. Participó en dos Juegos Olímpicos de Invierno, ocupando el quinto lugar en Albertville 1992 y el quinto en Lillehammer 1994, en la misma prueba.

## Palmarés internacional
| Campeonato Mundial | Campeonato Mundial | Campeonato Mundial | Campeonato Mundial |
| Año                | Lugar              | Medalla            | Prueba             |
| ------------------ | ------------------ | ------------------ | ------------------ |
| 1993               | Falun (Suecia)     | Medalla de bronce  | Relevo 4 × 10 km   |